# Blaž Kavčič (polityk)
Blaž Kavčič (ur. 3 października 1951 w Lublanie) – słoweński polityk i przedsiębiorca, parlamentarzysta, w latach 2007–2012 przewodniczący Rady Państwa.

## Życiorys
Ukończył studia na wydziale ekonomicznym Uniwersytetu Lublańskiego, uzyskał magisterium z zarządzania przedsiębiorstwem na Uniwersytecie Mariborskim. Pracował w przedsiębiorstwie handlu zagranicznego Iskra Commerce, później był dyrektorem Iskra Telematika, a w 1989 został dyrektorem generalnym w Iskra Telekom. Od 1994 zajmował się działalnością konsultingową.
Zaangażował się w działalność polityczną w ramach Liberalnej Demokracji Słowenii. Został radnym gminy Škofja Loka. W kadencji 2000–2004 sprawował mandat posła do Zgromadzenia Państwowego. Później objął stanowisko dyrektora ds. rozwoju w firmie Lokainženiring. W 2007 wszedł w skład Rady Państwa. Od grudnia 2007 do grudnia 2012 stał na czele izby wyższej słoweńskiego parlamentu.